# Estadio 5 de Julho
El Estadio 5 de Julho es un recinto deportivo situado en la localidad de São Filipe de la isla de Fogo, Cabo Verde.
En este estadio se juegan todos los partidos del campeonato de fútbol de los equipos de São Filipe.
El campo es de césped artificial y sus dimensiones son de 100 x 65 metros, el aforo es de 1.000 espectadores.
El origen del nombre viene del día de la independencia de Cabo Verde.